# Morti il 2 ottobre
| Questa pagina contiene informazioni ricavate automaticamente dalle voci biografiche con l'ausilio del template Bio e di un bot. L'aggiornamento è periodico e automatico e ricostruisce completamente la pagina. Se manca una persona in questa lista, sei pregato di non aggiungerla, ma accertati piuttosto che la sua voce biografica contenga il template Bio e che i dati anagrafici siano correttamente compilati. Se il template Bio manca, inseriscilo tu stesso o, in alternativa, metti l'avviso {{tmp\|Bio}} che ne segnala la mancanza. Se i dati riportati sono sbagliati, correggi direttamente la voce biografica; le modifiche saranno visibili in questa lista entro pochi giorni. Per chiarimenti vedi il progetto biografie. La lista contiene solo le 482 persone che sono citate nell'enciclopedia e per le quali è stato implementato correttamente il template Bio. Pagina aggiornata al 17 ago 2025. |

## VI secolo(1)
- 534 - Atalarico, re

## VII secolo(1)
- 678 - Leodegario di Autun, vescovo e santo franco (n. 616)

## IX secolo(1)
- 829 - Michele II l'Amoriano, imperatore e generale bizantino (n. 770)

## X secolo(2)
- 939 - Eberardo di Franconia, nobile tedesco
- 939 - Gilberto di Lotaringia, conte

## XI secolo(3)
- 1008 - Mendo II Gonçalves, militare spagnolo
- 1016 - Enrico II di Stade, nobile tedesco
- 1099 - Teodoro Gabras, generale bizantino

## XII secolo(3)
- 1113 - Mawdud, condottiero turco
- 1156 - Ermanno di Stahleck, nobile tedesco
- 1160 - Ibn Quzmān, poeta arabo (n. 1078)

## XIII secolo(1)
- 1264 - Papa Urbano IV, papa, vescovo cattolico e patriarca cattolico francese

## XIV secolo(3)
- 1348 - Alice de Lacy, nobile britannica (n. 1281)
- 1368 - Anna di Kašin, monaca cristiana russa
- 1391 - Faydit d'Aigrefeuille, cardinale e vescovo cattolico francese

## XV secolo(5)
- 1411 - Antonio Calvi, cardinale e vescovo cattolico italiano (n. 1341)
- 1417 - Maso degli Albizi, politico e militare italiano (n. 1343)
- 1422 - Maria di Borgogna, principessa (n. 1380)
- 1488 - Giovanni Arcimboldi, cardinale e arcivescovo cattolico italiano (n. 1426)
- 1495 - Francesco di Borbone-Vendôme, nobile francese (n. 1470)

## XVI secolo(9)
- 1510 - Shimazu Tadaharu, militare giapponese (n. 1498)
- 1515 - Barbara Zápolya, sovrana (n. 1495)
- 1519 - Sebastiano Ferrero, nobile italiano (n. 1438)
- 1545 - Rutgerus Rescius, grecista e editore fiammingo
- 1552 - Qol-Şärif, politico, religioso e poeta
- 1559 - Jacquet da Mantova, compositore francese (n. 1483)
- 1587 - Andō Chikasue, militare giapponese (n. 1539)
- 1588 - Bernardino Telesio, filosofo e scrittore italiano (n. 1509)
- 1599 - Hoca Sadeddin Efendi, storico ottomano

## XVII secolo(22)
- 1602 - Ijuin Tadazane, militare giapponese (n. 1576)
- 1614 - Carlo Sellitto, pittore italiano (n. 1581)
- 1616 - Frans Francken I, pittore e disegnatore fiammingo (n. 1542)
- 1617 - Isaac Oliver, pittore, disegnatore e miniaturista inglese (n. 1565)
- 1626 - Diego Sarmiento de Acuña, diplomatico spagnolo (n. 1567)
- 1628 - Torii Tadamasa, militare giapponese (n. 1567)
- 1629 - Pierre de Bérulle, teologo e cardinale francese (n. 1575)
- 1629 - Antonio Cifra, compositore italiano
- 1629 - Giovanni Garzia Mellini, cardinale italiano (n. 1562)
- 1633 - Scipione Caffarelli-Borghese, cardinale, arcivescovo cattolico e collezionista d'arte italiano (n. 1577)
- 1638 - Andrej Andreevič Golicyn, nobile russo
- 1638 - Floris de Mérode-Westerloo, militare belga (n. 1598)
- 1645 - Francesco Cennini de' Salamandri, cardinale italiano (n. 1566)
- 1655 - Francesco Pona, medico, filosofo e scrittore italiano (n. 1595)
- 1668 - Jean Daret, pittore e incisore francese (n. 1614)
- 1673 - Panagiotis Nikousios, medico ottomano (n. 1613)
- 1678 - Philips Vingboons, architetto, disegnatore e pittore olandese
- 1678 - Wu Sangui, generale cinese (n. 1612)
- 1679 - Giovanni Claret, pittore italiano (n. 1599)
- 1679 - Andrea Mattioli, compositore e presbitero italiano (n. 1611)
- 1685 - David Teniers III, pittore fiammingo (n. 1638)
- 1696 - Charles Henri de Choiseul, nobile e militare francese

## XVIII secolo(27)
- 1704 - Carlo Barberini, cardinale italiano (n. 1630)
- 1705 - Augusto Federico di Holstein-Gottorp, principe (n. 1646)
- 1705 - Palamedes Palamedesz II, pittore e decoratore olandese (n. 1633)
- 1705 - Giovanni Venanzi, pittore italiano (n. 1627)
- 1708 - Anne Jules di Noailles, generale francese (n. 1650)
- 1709 - Claude-François Poullart des Places, presbitero francese (n. 1679)
- 1721 - Benoît Audran detto il Vecchio, incisore francese (n. 1661)
- 1721 - Scipione Guidi di Bagno, generale italiano (n. 1660)
- 1728 - Zeger Bernard van Espen, teologo belga (n. 1646)
- 1729 - Serafina Brunelli, monaca cristiana italiana (n. 1659)
- 1745 - Buonafede Vitali, medico italiano (n. 1686)
- 1751 - Pierre Du Mage, compositore e organista francese (n. 1674)
- 1757 - Luigi Centurione, gesuita italiano (n. 1686)
- 1758 - Carlo De Dominicis, architetto italiano (n. 1696)
- 1759 - Placido Costanzi, pittore italiano (n. 1702)
- 1764 - William Cavendish, IV duca di Devonshire, nobile e politico britannico (n. 1720)
- 1766 - Jacques Hardion, storico e traduttore francese (n. 1686)
- 1775 - Fukuda Chiyo-ni, poetessa e pittrice giapponese (n. 1703)
- 1779 - Lorenzo Onofrio Colonna, principe italiano (n. 1723)
- 1780 - John André, militare e poeta inglese (n. 1750)
- 1782 - Charles Lee, generale britannico (n. 1732)
- 1783 - Ferdinando di Solms-Braunfels, principe tedesco (n. 1721)
- 1786 - Augustus Keppel, I visconte Keppel, ammiraglio britannico (n. 1725)
- 1786 - Jacques-Barthélemy Renoz, architetto belga (n. 1729)
- 1790 - Cristiana Anna di Anhalt-Köthen, contessa (n. 1726)
- 1791 - George Gordon, nobile scozzese (n. 1764)
- 1800 - Carlo Giuseppe di Auersperg, nobile austriaco (n. 1720)

## XIX secolo(59)
- 1802 - Giuseppe Millico, cantante castrato e compositore italiano (n. 1737)
- 1803 - Samuel Adams, politico e filosofo statunitense (n. 1722)
- 1804 - Joseph Nicolas Cugnot, ingegnere francese (n. 1725)
- 1814 - Vera Petrovna Protasova, nobildonna russa (n. 1780)
- 1819 - Anand Rao Gaekwad, principe indiano
- 1823 - Antoine-François Callet, pittore francese (n. 1741)
- 1823 - Daniel Steibelt, pianista e compositore tedesco (n. 1765)
- 1828 - José Prudencio Padilla, militare colombiano (n. 1784)
- 1829 - Troilo Malipiero, scrittore e filosofo italiano (n. 1770)
- 1831 - José Agostinho de Macedo, scrittore e poeta portoghese (n. 1761)
- 1835 - Lorenzo Crico, presbitero italiano (n. 1764)
- 1837 - Costantino Munari, patriota italiano (n. 1772)
- 1839 - Anna von Baggovut, nobildonna russa (n. 1760)
- 1841 - Onorato V di Monaco, principe (n. 1778)
- 1842 - William Ellery Channing, teologo statunitense (n. 1780)
- 1843 - Grégoire Louis Domeny de Rienzi, geografo e esploratore francese (n. 1789)
- 1843 - Arthur Farquhar, ufficiale scozzese (n. 1772)
- 1847 - Vasil Evstatiev Aprilov, scrittore e patriota bulgaro (n. 1789)
- 1848 - Georg August Goldfuss, paleontologo e zoologo tedesco (n. 1782)
- 1850 - Boris Alekseevič Kurakin, diplomatico russo (n. 1784)
- 1851 - Henry Perigal Borrell, numismatico britannico (n. 1795)
- 1851 - Jacob ben Joseph Harofe, rabbino, filosofo e letterato iracheno
- 1852 - Karel Presl, botanico ceco (n. 1794)
- 1852 - Girolamo Simoncelli, patriota italiano (n. 1817)
- 1853 - François Arago, matematico, fisico e astronomo francese (n. 1786)
- 1854 - Jeanne Émilie de Villeneuve, religiosa francese (n. 1811)
- 1855 - Johann Heinrich Walch, compositore tedesco (n. 1775)
- 1858 - Francisco José de Souza Suares de Andrea, generale e politico portoghese (n. 1781)
- 1859 - Troiano Marulli, militare e letterato italiano (n. 1774)
- 1860 - Louis Hersent, pittore francese (n. 1777)
- 1860 - Pietro Palazzotto, avvocato e patriota italiano (n. 1837)
- 1862 - Giuseppe Raffo, politico e imprenditore tunisino (n. 1795)
- 1863 - Justinus Van der Brugghen, politico belga (n. 1804)
- 1865 - Karl Klaus von der Decken, esploratore tedesco (n. 1833)
- 1868 - Henry Damian Juncker, vescovo cattolico francese (n. 1809)
- 1868 - François Christophe Edmond Kellermann, diplomatico e politico francese (n. 1802)
- 1873 - Friedrich Moritz von Burger, nobile austriaco (n. 1804)
- 1875 - Giuseppe Cencetti, commediografo e librettista italiano (n. 1809)
- 1875 - Petrache Poenaru, pedagogo, inventore e ingegnere romeno (n. 1799)
- 1876 - Alfonso Corti, anatomista italiano (n. 1822)
- 1877 - Erwin von Bary, esploratore tedesco (n. 1846)
- 1877 - Ludwig Karl Georg Pfeiffer, botanico e patologo tedesco (n. 1805)
- 1878 - Giovanni Castrogiovanni, presbitero italiano (n. 1818)
- 1879 - Antoine Chevrier, presbitero francese (n. 1826)
- 1879 - Efruzina Vikent'evna Supinskaja, rivoluzionaria russa (n. 1853)
- 1880 - Joseph Kellaway, militare britannico (n. 1824)
- 1882 - August von Krempelhuber, botanico tedesco (n. 1813)
- 1884 - Jean Achard, pittore e incisore francese (n. 1807)
- 1887 - Domenico Bartolini, cardinale e storico italiano (n. 1813)
- 1888 - John Ella, violinista e direttore d'orchestra britannico (n. 1802)
- 1892 - Teréz Karacs, scrittrice, educatrice e attivista ungherese (n. 1808)
- 1892 - Pietro Pellizzari, medico italiano (n. 1823)
- 1892 - Ernest Renan, filosofo, filologo e storico delle religioni francese (n. 1823)
- 1894 - Algernon Seymour, XIV duca di Somerset, nobile britannico (n. 1813)
- 1895 - Eugen Langen, inventore tedesco (n. 1833)
- 1896 - Mangkunegara V, sovrano indonesiano (n. 1855)
- 1897 - Neal Dow, politico e attivista statunitense (n. 1804)
- 1898 - Marija Nikolaevna Ošanina, rivoluzionaria russa (n. 1852)
- 1899 - Percy Pilcher, inventore britannico (n. 1867)

## XX secolo(226)
- 1901 - Filippo Baglioni, politico italiano (n. 1827)
- 1901 - Rudolph Koenig, fisico tedesco (n. 1832)
- 1901 - Ed La Menthe, musicista e compositore statunitense (n. 1857)
- 1902 - Johann Weitzer, imprenditore austriaco (n. 1832)
- 1904 - Jan Monchablon, pittore francese (n. 1854)
- 1905 - DeWitt Bristol Brace, fisico statunitense (n. 1859)
- 1906 - Raja Ravi Varma, pittore indiano (n. 1848)
- 1907 - Johann August Georg Edmund Mojsisovics von Mojsvar, geologo e paleontologo austriaco (n. 1839)
- 1910 - Gustav Casmir, schermidore tedesco (n. 1874)
- 1910 - Enrico XXIV di Reuss-Köstritz, compositore tedesco (n. 1855)
- 1912 - Jan Beyzym, presbitero polacco (n. 1850)
- 1912 - Giuseppe Vaccaj, pittore e politico italiano (n. 1836)
- 1913 - Francesco Cucchi, patriota e politico italiano (n. 1834)
- 1913 - Saverio Fava, diplomatico e politico italiano (n. 1832)
- 1914 - Edward Villiers, V conte di Clarendon, nobile e politico inglese (n. 1846)
- 1916 - Dimčo Debeljanov, poeta bulgaro (n. 1887)
- 1916 - Curt A. Stark, regista, attore e sceneggiatore tedesco (n. 1878)
- 1917 - Eugenio Antonio Olivero, generale italiano (n. 1834)
- 1918 - Christian Otto Mohr, ingegnere tedesco (n. 1835)
- 1919 - Victorino de la Plaza, politico e avvocato argentino (n. 1840)
- 1919 - Ettore Ponti, politico, dirigente d'azienda e dirigente pubblico italiano (n. 1855)
- 1919 - Eugenio Spreafico, pittore italiano (n. 1856)
- 1920 - Max Bruch, compositore e direttore d'orchestra tedesco (n. 1838)
- 1920 - Theodore Marston, regista e sceneggiatore statunitense (n. 1868)
- 1920 - William Young, commediografo, scrittore e attore statunitense (n. 1847)
- 1921 - David Bispham, baritono statunitense (n. 1857)
- 1921 - Guglielmo II di Württemberg, re (n. 1848)
- 1926 - Federico Cocuzza, imprenditore e politico italiano (n. 1860)
- 1926 - Andrea Naccari, fisico italiano (n. 1841)
- 1927 - Svante Arrhenius, chimico e fisico svedese (n. 1859)
- 1927 - Pierangelo Baratono, giornalista, scrittore e poeta italiano (n. 1880)
- 1930 - Gordon Northcott, assassino seriale canadese (n. 1906)
- 1931 - Andrew Amos, calciatore inglese (n. 1863)
- 1931 - Antonio Dubini, calciatore e dirigente sportivo italiano (n. 1877)
- 1931 - Ambroise Gardeil, teologo, presbitero e predicatore francese (n. 1859)
- 1931 - Paul Kristeller, storico dell'arte tedesco (n. 1863)
- 1931 - Thomas Lipton, mercante e imprenditore scozzese (n. 1848)
- 1931 - Walto Tuomioja, politico e giornalista finlandese (n. 1888)
- 1931 - Giacomo Pio di Borbone-Spagna, nobile (n. 1870)
- 1932 - Carl Seffner, scultore tedesco (n. 1861)
- 1933 - Elizabeth Thompson, pittrice britannica (n. 1846)
- 1934 - Gustav Adolf Hugo Dahlstedt, botanico svedese (n. 1856)
- 1934 - Francesco Durante, politico e chirurgo italiano (n. 1844)
- 1935 - Jules Desbois, scultore e medaglista francese (n. 1851)
- 1935 - Ludwig Hofmann, calciatore tedesco (n. 1900)
- 1935 - Milada Skrbková, tennista ceca (n. 1897)
- 1936 - Wilhelm Kubitschek, storico, archeologo e numismatico austriaco (n. 1858)
- 1936 - Juho Sunila, politico finlandese (n. 1875)
- 1938 - Alexandru Averescu, politico e generale rumeno (n. 1859)
- 1938 - Empedocle Restivo, giurista e politico italiano (n. 1876)
- 1939 - Félix Legueu, ginecologo francese (n. 1863)
- 1939 - George William Mundelein, cardinale e arcivescovo cattolico statunitense (n. 1872)
- 1940 - Johan Anker, velista norvegese (n. 1871)
- 1940 - John Maxwell, produttore cinematografico inglese (n. 1877)
- 1940 - Angelina Pirini, educatrice italiana (n. 1922)
- 1941 - Thomas Carrigan, attore statunitense (n. 1886)
- 1941 - Aribert Mog, attore tedesco (n. 1904)
- 1941 - Karel Treybal, scacchista cecoslovacco (n. 1885)
- 1942 - Carl Alstrup, attore, regista e sceneggiatore danese (n. 1877)
- 1942 - Livio Ceccotti, militare e aviatore italiano (n. 1914)
- 1942 - Lotario Rangoni, pilota automobilistico e aviatore italiano (n. 1913)
- 1943 - Leo Pierson, attore statunitense (n. 1888)
- 1943 - Umberto Volpi, partigiano e militare italiano (n. 1892)
- 1944 - Benjamin Fondane, filosofo e scrittore rumeno (n. 1898)
- 1944 - Henry MacRae, regista, sceneggiatore e produttore cinematografico canadese (n. 1876)
- 1944 - Alcides Maia, scrittore, giornalista e politico brasiliano (n. 1878)
- 1945 - Timothy Joseph Crowley, vescovo cattolico irlandese (n. 1880)
- 1945 - Seisetsu Genjo, monaco buddista giapponese (n. 1877)
- 1945 - Renato Tartarotti, militare e poliziotto italiano (n. 1916)
- 1946 - Eduard Bass, scrittore, giornalista e attore ceco (n. 1888)
- 1946 - Ignacy Mościcki, chimico e politico polacco (n. 1867)
- 1947 - Pëtr Dem'janovič Uspenskij, filosofo russo (n. 1878)
- 1948 - Carlo Canepa, politico italiano (n. 1877)
- 1948 - Federico Sacco, geologo, paleontologo e micologo italiano (n. 1864)
- 1949 - Adrienne Kroell, attrice statunitense (n. 1892)
- 1950 - Theodor Malm, calciatore svedese (n. 1889)
- 1950 - Jean-Pierre Stock, canottiere francese (n. 1900)
- 1951 - Gaetano Martinez, scultore italiano (n. 1892)
- 1951 - Mirko Polič, compositore e direttore teatrale sloveno (n. 1890)
- 1951 - Otto von Leitgeb, scrittore austriaco (n. 1860)
- 1952 - William Gosling, calciatore inglese (n. 1869)
- 1953 - Arthur Chichester, IV barone Templemore, politico e ufficiale irlandese (n. 1880)
- 1954 - John Hughes, scenografo statunitense (n. 1882)
- 1955 - O. B. Clarence, attore britannico (n. 1870)
- 1955 - Bill Orthwein, pallanuotista e nuotatore statunitense (n. 1881)
- 1955 - Willie Pease, calciatore inglese (n. 1899)
- 1955 - Manfredi Porena, filologo italiano (n. 1873)
- 1955 - Nat Schachner, scrittore statunitense (n. 1895)
- 1956 - George Bancroft, attore statunitense (n. 1882)
- 1956 - Robert Bayley Osgood, chirurgo statunitense (n. 1873)
- 1957 - Luigi Ganna, ciclista su strada e imprenditore italiano (n. 1883)
- 1957 - Leda Gys, attrice italiana (n. 1892)
- 1958 - Antonio Basso, generale italiano (n. 1881)
- 1958 - Henry Alfred Perrier de la Bâthie, botanico francese (n. 1873)
- 1958 - Marie Stopes, paleontologa e saggista britannica (n. 1880)
- 1959 - William Guy Carr, scrittore e ufficiale canadese (n. 1895)
- 1959 - Ugo Palmerini, drammaturgo italiano (n. 1882)
- 1959 - Hugo Rietmann, imprenditore, calciatore e arbitro di calcio svizzero (n. 1886)
- 1959 - Giovanni Serra, medico e saggista italiano (n. 1894)
- 1960 - François Blanchy, tennista francese (n. 1886)
- 1962 - Heinrich Deubel, militare tedesco (n. 1890)
- 1962 - Madeleine Fournier-Sarlovèze, golfista francese (n. 1873)
- 1962 - Juan Francia, calciatore argentino (n. 1897)
- 1962 - Karl Grune, regista, sceneggiatore e produttore cinematografico austriaco (n. 1890)
- 1962 - Frank Lovejoy, attore statunitense (n. 1912)
- 1962 - Lilly Steiner, pittrice e incisore austriaca (n. 1884)
- 1963 - Beniamino Joppolo, letterato, pittore e drammaturgo italiano (n. 1906)
- 1963 - Imre Pozsonyi, calciatore e allenatore di calcio ungherese (n. 1882)
- 1964 - Corinna Teresa Ubertis, scrittrice italiana (n. 1874)
- 1965 - Karl Allmendinger, generale tedesco (n. 1891)
- 1965 - Al Lane, tiratore a segno statunitense (n. 1891)
- 1965 - Oskar Lange, economista e ambasciatore polacco (n. 1904)
- 1965 - James Johnston Navagh, vescovo cattolico statunitense (n. 1901)
- 1965 - Anton Vodnik, scrittore sloveno (n. 1901)
- 1966 - Anna Lesznai, poetessa, pittrice e illustratrice ungherese (n. 1885)
- 1966 - Augustin Mansion, presbitero, filosofo e teologo belga (n. 1882)
- 1966 - Jean Marchat, attore e direttore teatrale francese (n. 1902)
- 1967 - Ercole Ercole, generale, aviatore e militare italiano (n. 1887)
- 1967 - Albertina Rasch, danzatrice, coreografa e attrice austriaca (n. 1891)
- 1967 - Hans Reissner, fisico e ingegnere aeronautico tedesco (n. 1874)
- 1968 - Marcel Duchamp, pittore, scultore e scacchista francese (n. 1887)
- 1968 - Enrico Mirti della Valle, militare italiano (n. 1898)
- 1969 - Arthur John Arberry, arabista e iranista britannico (n. 1905)
- 1969 - George Coedès, storico e archeologo francese (n. 1886)
- 1969 - Katharine Susannah Prichard, scrittrice australiana (n. 1883)
- 1970 - Marcello Canino, ingegnere e architetto italiano (n. 1895)
- 1970 - Marion Fairfax, sceneggiatrice, commediografa e montatrice statunitense (n. 1875)
- 1970 - Lauro Gazzolo, attore e doppiatore italiano (n. 1900)
- 1970 - Charles Méré, drammaturgo, sceneggiatore e regista francese (n. 1883)
- 1970 - Grethe Weiser, attrice tedesca (n. 1903)
- 1971 - Jenő Erdélyi, schermidore ungherese (n. 1881)
- 1971 - Richard Jackson, ammiraglio statunitense (n. 1866)
- 1972 - Ulderico De Cesaris, militare italiano (n. 1889)
- 1972 - Günter Dietrich, geografo tedesco (n. 1911)
- 1972 - František Mrázek Dobiáš, teologo, traduttore e biblista ceco (n. 1907)
- 1973 - Aurelio Bertiglia, illustratore, pittore e pubblicitario italiano (n. 1891)
- 1973 - Paul Hartman, attore e cantante statunitense (n. 1904)
- 1973 - Paavo Nurmi, mezzofondista e siepista finlandese (n. 1897)
- 1974 - Nurul Amin, politico pakistano (n. 1893)
- 1974 - Antonio Guarasci, politico italiano (n. 1918)
- 1974 - Angelo Mazzola, compositore e chitarrista italiano (n. 1887)
- 1974 - Vasilij Makarovič Šukšin, attore, regista e scrittore sovietico (n. 1929)
- 1975 - Silvio Bompani, calciatore italiano (n. 1900)
- 1975 - Mario Bonzano, ufficiale e aviatore italiano (n. 1906)
- 1976 - Cesarino Branduani, scrittore italiano (n. 1896)
- 1976 - Quentin Jackson, musicista e trombonista statunitense (n. 1909)
- 1976 - Gladys Leslie, attrice statunitense (n. 1899)
- 1976 - Francesco Rossi, generale italiano (n. 1885)
- 1977 - Odd Frantzen, calciatore norvegese (n. 1913)
- 1977 - Gyula Futó, calciatore ungherese (n. 1908)
- 1979 - Gino Germani, sociologo italiano (n. 1911)
- 1979 - Jean Jourlin, lottatore francese (n. 1904)
- 1979 - Hannelore Schmatz, alpinista tedesca (n. 1940)
- 1979 - Wei Heling, attore cinese (n. 1907)
- 1980 - Luciano Abramo, pallavolista, allenatore di pallavolo e dirigente sportivo italiano (n. 1933)
- 1980 - Alessandrina di Prussia, principessa prussiana (n. 1915)
- 1980 - Louis Daquin, regista, sceneggiatore e attore francese (n. 1908)
- 1980 - Carlos García-Bedoya, politico peruviano (n. 1925)
- 1980 - Lina Pagliughi, soprano statunitense (n. 1907)
- 1981 - Józef Korbas, calciatore polacco (n. 1914)
- 1981 - Fidel LaBarba, pugile statunitense (n. 1905)
- 1981 - Renzo Provinciali, artista e avvocato italiano (n. 1895)
- 1981 - Hazel Scott, musicista, cantante e attrice trinidadiana (n. 1920)
- 1981 - György Újszászy, militare e aviatore ungherese (n. 1912)
- 1982 - William Bernbach, pubblicitario statunitense (n. 1911)
- 1982 - Maye Brandt, modella venezuelana (n. 1961)
- 1982 - Lino Salvini, medico italiano (n. 1925)
- 1983 - Kjeld Kjos, allenatore di calcio e calciatore norvegese (n. 1905)
- 1983 - Rodolfo Volk, calciatore italiano (n. 1906)
- 1984 - Charlie Sien, cestista, allenatore di pallacanestro e arbitro di pallacanestro singaporiano (n. 1910)
- 1985 - Angelo Candolini, politico italiano (n. 1928)
- 1985 - Sidney Clute, attore statunitense (n. 1916)
- 1985 - Rock Hudson, attore statunitense (n. 1925)
- 1985 - Eric Jones, allenatore di calcio e calciatore inglese (n. 1915)
- 1985 - Primo Lucchesi, politico italiano (n. 1912)
- 1985 - Margaret Mahler, psicoanalista ungherese (n. 1897)
- 1986 - Jean Carmignac, presbitero e biblista francese (n. 1914)
- 1987 - Madeleine Carroll, attrice britannica (n. 1906)
- 1987 - Peter Medawar, biologo e zoologo britannico (n. 1915)
- 1987 - Russell Rouse, sceneggiatore, regista e produttore cinematografico statunitense (n. 1913)
- 1988 - Hamengkubuwono IX, politico e sovrano indonesiano (n. 1912)
- 1988 - Alec Issigonis, ingegnere britannico (n. 1906)
- 1989 - Paola Barbara, attrice italiana (n. 1912)
- 1989 - Vittorio Caprioli, attore, regista e sceneggiatore italiano (n. 1921)
- 1989 - Adolfo Chiti, allenatore di calcio e calciatore italiano (n. 1905)
- 1989 - Albert Friscia, disegnatore, pittore e scultore statunitense (n. 1911)
- 1989 - Giovanbattista Tedesco, carabiniere italiano (n. 1949)
- 1990 - Ugo Ceresa, calciatore italiano (n. 1915)
- 1990 - Attilio D'Orazi, baritono italiano (n. 1929)
- 1990 - Xosé María Díaz Castro, poeta e traduttore spagnolo (n. 1914)
- 1990 - Loni Nest, attrice tedesca (n. 1915)
- 1991 - Eugenio Bruschini, calciatore italiano (n. 1939)
- 1991 - Maria Aurèlia Capmany i Farnés, scrittrice spagnola (n. 1918)
- 1991 - Demetrio di Costantinopoli, arcivescovo ortodosso greco (n. 1914)
- 1991 - Marise Ferro, scrittrice, giornalista e saggista italiana (n. 1905)
- 1991 - Flavio Frontali, calciatore italiano (n. 1936)
- 1991 - Norman Macleod, scacchista e compositore di scacchi scozzese (n. 1927)
- 1991 - Mike McCarron, cestista statunitense (n. 1922)
- 1992 - Chuck Hawley, cestista e giocatore di baseball statunitense (n. 1915)
- 1992 - Bogdan Suchodolski, pedagogista e filosofo polacco (n. 1903)
- 1992 - Sabiha Bengütaş, scultrice turca (n. 1904)
- 1993 - William Berger, attore austriaco (n. 1928)
- 1993 - Sergio Bernardini, imprenditore, impresario teatrale e produttore televisivo italiano (n. 1925)
- 1995 - Alessandro Rampini, calciatore italiano (n. 1896)
- 1995 - Giuseppe Signorelli, partigiano, politico e imprenditore italiano (n. 1907)
- 1996 - Andrej Lukanov, politico bulgaro (n. 1938)
- 1996 - Cirillo Perron, presbitero e alpinista italiano (n. 1912)
- 1997 - Thales Pan Chacon, attore, danzatore e coreografo brasiliano (n. 1956)
- 1997 - Esa Seeste, ginnasta finlandese (n. 1913)
- 1998 - Gene Autry, attore e cantante statunitense (n. 1907)
- 1998 - Armando Barrientos, schermidore cubano (n. 1906)
- 1998 - Dondi, artista statunitense (n. 1961)
- 1998 - Olin J. Eggen, astronomo statunitense (n. 1919)
- 1998 - Olivier Gendebien, pilota automobilistico belga (n. 1924)
- 1998 - Enrico Pagani, cestista italiano (n. 1929)
- 1998 - Roger Vivier, stilista francese (n. 1907)
- 1998 - Sanjaasürengiin Zorig, politico mongolo (n. 1962)
- 1999 - Flavio Luigi Bertone, politico e partigiano italiano (n. 1922)
- 1999 - Kim Hyeon-jun, cestista e allenatore di pallacanestro sudcoreano (n. 1960)
- 1999 - Heinz Günther Konsalik, scrittore e drammaturgo tedesco (n. 1921)
- 1999 - Muhammad Nasir al-Din al-Albani, teologo albanese (n. 1914)
- 1999 - Georg Tintner, direttore d'orchestra austriaco (n. 1917)
- 1999 - Horst Zobel, militare tedesco (n. 1918)
- 2000 - Giovanni Maria Angioy, politico italiano (n. 1909)
- 2000 - Richard Liberty, attore statunitense (n. 1932)
- 2000 - Elek Schwartz, allenatore di calcio e calciatore rumeno (n. 1908)

## XXI secolo(119)
- 2001 - Manny Albam, sassofonista, compositore e produttore discografico statunitense (n. 1922)
- 2001 - Pat Ast, attrice e modella statunitense (n. 1941)
- 2001 - Franz Biebl, compositore tedesco (n. 1906)
- 2001 - Oldřich Lajsek, pittore e designer cecoslovacco (n. 1925)
- 2002 - Norman O. Brown, letterato statunitense (n. 1913)
- 2002 - Heinz von Foerster, fisico e filosofo austriaco (n. 1911)
- 2002 - Furio Lauri, aviatore italiano (n. 1918)
- 2002 - Alex Sinclair, hockeista su ghiaccio canadese (n. 1911)
- 2002 - Renzo Tubaro, pittore e disegnatore italiano (n. 1925)
- 2003 - Milan Bjegojević, cestista e allenatore di pallacanestro jugoslavo (n. 1928)
- 2003 - Remo Cerasa, ciclista su strada italiano (n. 1911)
- 2003 - Otto Günsche, militare tedesco (n. 1917)
- 2003 - Baldassarre Molossi, giornalista e scrittore italiano (n. 1927)
- 2003 - Gunther Philipp, attore, nuotatore e medico austriaco (n. 1918)
- 2004 - Paolo Emilio Cassandro, economista italiano (n. 1910)
- 2004 - Cesidio Guazzaroni, diplomatico italiano (n. 1911)
- 2004 - Josef Hronek, calciatore cecoslovacco (n. 1921)
- 2004 - Adolfo Philippeaux, militare e schermidore argentino (n. 1925)
- 2005 - Hamilton Camp, attore e doppiatore britannico (n. 1934)
- 2005 - Orest Dubay, grafico slovacco (n. 1919)
- 2005 - Valeriano Ottino, allenatore di calcio e calciatore italiano (n. 1923)
- 2005 - Gina Roma, pittrice italiana (n. 1914)
- 2005 - Alfonso Tomas, attore italiano (n. 1928)
- 2005 - August Wilson, drammaturgo, scrittore e sceneggiatore statunitense (n. 1945)
- 2006 - Frances Bergen, attrice statunitense (n. 1922)
- 2006 - Helen Chenoweth-Hage, politica statunitense (n. 1938)
- 2006 - Anselmo Citterio, pistard italiano (n. 1927)
- 2006 - Tamara Dobson, attrice e modella statunitense (n. 1947)
- 2006 - Sergio Donnini, pittore e partigiano italiano (n. 1920)
- 2006 - Francesco Grosso, calciatore italiano (n. 1921)
- 2006 - Paul Halmos, matematico e statistico ungherese (n. 1916)
- 2006 - Mariacristina Gori, docente e storica dell'arte italiana (n. 1954)
- 2006 - Timo Sarpaneva, designer e scultore finlandese (n. 1926)
- 2007 - Gianni Danzi, arcivescovo cattolico italiano (n. 1940)
- 2007 - Elfi von Dassanowsky, mezzosoprano, pianista e produttrice cinematografica austriaca (n. 1924)
- 2007 - George Grizzard, attore statunitense (n. 1928)
- 2007 - Caterina di Grecia, principessa greca (n. 1913)
- 2008 - Marcel Hendrickx, ciclista su strada belga (n. 1925)
- 2008 - Choi Jin-sil, attrice e modella sudcoreana (n. 1968)
- 2008 - Rob Guest, attore e cantante inglese (n. 1950)
- 2008 - Adolfo Parmaliana, politico italiano (n. 1958)
- 2008 - Giuliano Procacci, storico, politologo e politico italiano (n. 1926)
- 2009 - Marek Edelman, attivista e politico polacco (n. 1919)
- 2009 - Jørgen Jensen, maratoneta danese (n. 1944)
- 2009 - Mr. Magic, disc jockey statunitense (n. 1956)
- 2009 - Rolf Rüssmann, dirigente sportivo e calciatore tedesco (n. 1950)
- 2010 - Nils Hallberg, attore svedese (n. 1921)
- 2011 - Muhammad Ali Taha, scrittore palestinese (n. 1931)
- 2011 - Rodolfo Doni, scrittore e banchiere italiano (n. 1919)
- 2011 - Andrija Fuderer, scacchista jugoslavo (n. 1931)
- 2011 - Zakaria Zerouali, calciatore marocchino (n. 1978)
- 2013 - Olena Fen'ko, cestista ucraina (n. 1976)
- 2013 - Eugenio Gerli, architetto e designer italiano (n. 1923)
- 2013 - Herbert O. House, chimico statunitense (n. 1929)
- 2013 - Alessandro Menchinelli, politico e partigiano italiano (n. 1924)
- 2013 - Aldo Rosselli, scrittore italiano (n. 1934)
- 2013 - Zdeněk Rytíř, cantautore, compositore e musicista ceco (n. 1944)
- 2014 - Fëdor Bogdanovskij, sollevatore sovietico (n. 1930)
- 2014 - André Buffière, cestista e allenatore di pallacanestro francese (n. 1922)
- 2014 - Eduardo Kucharski, cestista e allenatore di pallacanestro spagnolo (n. 1925)
- 2014 - György Lázár, politico ungherese (n. 1924)
- 2014 - Pedro Peña, attore spagnolo (n. 1925)
- 2014 - The Spaceape, poeta britannico (n. 1970)
- 2014 - Elvio Ubaldi, politico italiano (n. 1947)
- 2015 - Naim Araidi, poeta, insegnante e diplomatico palestinese (n. 1950)
- 2015 - Eric Arturo Delvalle, politico e imprenditore panamense (n. 1937)
- 2015 - Brian Friel, drammaturgo e scrittore irlandese (n. 1929)
- 2016 - Gordon Davidson, regista statunitense (n. 1933)
- 2016 - Mary Hesse, filosofa britannica (n. 1924)
- 2016 - Neville Marriner, direttore d'orchestra e violinista britannico (n. 1924)
- 2017 - Pavel Bezchasny, docente e religioso russo (n. 1967)
- 2017 - Evangelina Elizondo, attrice e cantante messicana (n. 1929)
- 2017 - Robert Elsie, antropologo canadese (n. 1950)
- 2017 - Klaus Huber, compositore svizzero (n. 1924)
- 2017 - Daniela Marzano, tennista e allenatrice di tennis italiana (n. 1950)
- 2017 - Franco Mori, calciatore italiano (n. 1929)
- 2017 - Tom Petty, cantautore, musicista e produttore discografico statunitense (n. 1950)
- 2017 - Ernst Veenemans, canottiere olandese (n. 1940)
- 2018 - Jan Adriaensens, ciclista su strada belga (n. 1932)
- 2018 - Geoff Emerick, tecnico del suono britannico (n. 1945)
- 2018 - Jamal Khashoggi, scrittore e giornalista saudita (n. 1958)
- 2018 - Cosimo Ennio Masiello, politico italiano (n. 1929)
- 2018 - Emilio Salaber, calciatore spagnolo (n. 1937)
- 2019 - Grazia Barcellona, pattinatrice artistica su ghiaccio italiana (n. 1929)
- 2019 - Julie Gibson, attrice statunitense (n. 1913)
- 2019 - Giya Kancheli, compositore georgiano (n. 1935)
- 2019 - Jafar Kashani, calciatore iraniano (n. 1945)
- 2019 - John Kirby, avvocato statunitense (n. 1939)
- 2019 - Paul LeBlanc, truccatore canadese (n. 1946)
- 2019 - Hanno Selg, pentatleta sovietico (n. 1932)
- 2019 - Kim Shattuck, cantante e chitarrista statunitense (n. 1963)
- 2019 - Giorgio Squinzi, imprenditore, chimico e dirigente sportivo italiano (n. 1943)
- 2019 - Corly Verlooghen, poeta surinamese (n. 1932)
- 2020 - Luciano Ghezzi, bassista italiano (n. 1963)
- 2020 - Bob Gibson, giocatore di baseball statunitense (n. 1935)
- 2020 - Heinz Kördell, calciatore tedesco (n. 1932)
- 2020 - Irina Slavina, giornalista russa (n. 1973)
- 2021 - Anthony Downs, politologo statunitense (n. 1930)
- 2021 - Agostino Gambino, giurista italiano (n. 1933)
- 2021 - Iōannīs Palaiokrassas, politico greco (n. 1934)
- 2021 - Major Wingate, cestista statunitense (n. 1983)
- 2022 - Manin Carabba, magistrato e docente italiano (n. 1937)
- 2022 - Sacheen Littlefeather, attrice e attivista statunitense (n. 1946)
- 2022 - Pietro Fabris, politico italiano (n. 1934)
- 2022 - Wolfgang Haken, matematico tedesco (n. 1928)
- 2022 - Chris Harris, cestista britannico (n. 1933)
- 2022 - Éder Jofre, pugile brasiliano (n. 1936)
- 2022 - Douglas Kirkland, fotografo canadese (n. 1934)
- 2022 - André Sinédo, calciatore francese (n. 1978)
- 2023 - Francis Lee, calciatore inglese (n. 1944)
- 2023 - Herbert Schambeck, giurista e politico austriaco (n. 1934)
- 2023 - Guido Soldani, calciatore e allenatore di calcio italiano (n. 1926)
- 2023 - Giacomo Zampieri, ciclista su strada italiano (n. 1924)
- 2024 - Guido Carlesi, ciclista su strada italiano (n. 1936)
- 2024 - Jason Cirone, hockeista su ghiaccio, allenatore di hockey su ghiaccio e dirigente sportivo canadese (n. 1971)
- 2024 - Luigi Fenizi, scrittore italiano (n. 1944)
- 2024 - Matthew Lewis, fotoreporter statunitense (n. 1930)
- 2024 - Martin Schröder, aviatore e imprenditore olandese (n. 1931)
- 2024 - Daniel Williams, politico grenadino (n. 1935)